# 김병숙
김병숙 (1919년 - )은 대한민국의 음악가이자 지휘자이다. 유서 깊은 한국 기독교 합창단인 필그림 합창단(Pilgrim Choir)을 창단하고 이끌었다. 남편은 이동훈 교수이며, 시부는 이기혁 목사이며, 한국에서 칼뱅학자로 널리 알려진 이수영 박사가 그의 아들이다.

## 생애
김병숙 지휘자는 1919년 평양에서 태어났다. 1943년 찬송가 작곡가이자 바이올리니스트이며 지휘자인 이동훈 교수과 결혼하였다. 혼란한 시대, 결혼 9일 만에 남편과 헤어져, 시부 이기혁 목사가 목회하는 신의주에서 홀로 신혼생활을 보내고 있던 중 남한에 대한민국 정부가 수립된 후 남편이 지휘자로 활동하게 되면서 12월인 추운 겨울 갓난아기였던 장남 이수철을 등에 업고 월남하였다. 현 중앙대학교의 전신인 중앙보육학교를 졸업한 그는 남편 이동훈 선생이 이끈 새한 합창단과 필그림 합창단의 단원으로 활동하였으며, 전성기인 60-70년대까지 선교합창 운동에 전념했다. 남편 이동훈 교수가 1974년 작고 후, 남편의 유지를 받들어 각 교회 여성 성가대원들을 중심으로 한 초교파 단위의 에스더 선교합창단을 창단, 93세인 2011년까지 지휘자로 활동하고 은퇴했다.
대한예수장로교(통합) 증경 총회장인 이기혁목사가 시부 되며, 한국인으로는 처음 다섯 곡의 찬송을 찬송가에 올린 이동훈 교수가 부군(夫君)된다. 이동훈 교수와의 사이에 2남2녀를 두었는데, 조부와 부친의 뜻을 이어 장남 이수철은 바이올린을 전공하여 주안장로교회 오케스트라를 창단, 한국교회음악협회 이사장을 역임했고, 차남 이수영은 장로회신학대학교에서 후학을 가르치다 현재 새문안교회를 섬기고 있다. 장녀 정희는 현재 미국에서 음악선교사로 활동 중이며, 차녀 이정옥은 에스더 선교합창 단원이자 서울장신대학교 총장을 역임한 이용원 교수의 사모로 사역 중이다.

## 같이 보기
- 이동훈
- 이기혁
- 이수영